# تاپفهایم
تاپفهایم (به آلمانی: Tapfheim) یک شهر در آلمان است که در دناو-ریس واقع شده‌است.